# Grammy Awards 1967
Die musikalischen Erfolge des Jahres 1966 wurden am 2. März 1967 bei der neunten Verleihung ihrer Art mit dem US-amerikanischen Grammy ausgezeichnet.
In 15 verschiedenen Feldern wurden bei den Grammy Awards 1967 insgesamt 42 Preise vergeben. Nach drei männlichen Preisträgern wurde mit der Jazz-Sängerin Ella Fitzgerald zum ersten Mal eine Frau für ihr Lebenswerk geehrt.

## Hauptkategorien
Single des Jahres (Record of the Year):
- "Strangers in the Night" von Frank Sinatra

Album des Jahres (Album of the Year):
- Sinatra: A Man And His Music von Frank Sinatra

Song des Jahres (Song of the Year):
- "Michelle" von den Beatles (Autoren: John Lennon, Paul McCartney)

## Pop
Beste weibliche Gesangsdarbietung (Best Vocal Performance, Female):
- "If He Walked Into My Life" von Eydie Gormé

Beste männliche Gesangsdarbietung (Best Vocal Performance, Male):
- "Strangers In The Night" von Frank Sinatra

Beste Darbietung einer Gesangsgruppe (Best Performance By A Vocal Group):
- "A Man And A Woman" von den Anita Kerr Singers

Beste Darbietung eines Chors (Best Performance By A Chorus):
- "Somewhere My Love (Lara’s Theme)" (aus Dr. Schiwago) von den Ray Conniff Singers

Beste Instrumentaldarbietung (ohne Jazz) (Best Instrumental Performance Other Than Jazz):
- "What Now My Love" von Herb Alpert & The Tijuana Brass

Beste zeitgenössische (Rock & Roll) Solo-Gesangsdarbietung, männlich oder weiblich (Best Contemporary (R&R) Solo Vocal Performance – Male Or Female):
- "Eleanor Rigby" von Paul McCartney

Beste zeitgenössische (Rock & Roll) Darbietung einer Gruppe, Gesang oder instrumental (Best Contemporary (R&R) Group Performance, Vocal Or Instrumental):
- "Monday, Monday" von The Mamas & The Papas

Beste zeitgenössische (Rock & Roll) Aufnahme (Best Contemporary (R&R) Recording):
- "Winchester Cathedral" von der New Vaudeville Band

## Rhythm & Blues
Beste R&B-Solo-Gesangsdarbietung, weiblich oder männlich (Best R&B Solo Vocal Performance, Male Or Female):
- "Crying Time" von Ray Charles

Beste R&B-Darbietung einer Gruppe, Gesang oder instrumental (Best R&B Group Performance, Vocal Or Instrumental):
- "Hold It Right There" von Ramsey Lewis

Beste R&B-Aufnahme (Best Rhythm & Blues Recording):
- "Crying Time" von Ray Charles

## Country
Beste weibliche Gesangsdarbietung – Country und Western (Best Country & Western Vocal Performance, Female):
- Don't Touch Me von Jeannie Seely

Beste männliche Gesangsdarbietung – Country und Western (Best Country & Western Vocal Performance, Male):
- Almost Persuaded von David Houston

Beste Country & Western Aufnahme (Best Country & Western Recording):
- Almost Persuaded von David Houston

Bester Country-und-Western-Song (Best Country & Western Song):
- Almost Persuaded von David Houston (Autoren: Billy Sherrill, Glenn Sutton)

## Jazz
Beste Jazz-Instrumentaldarbietung – Gruppe oder Solist mit Gruppe (Best Jazz Instrumental Performance – Group Or Soloist With Group):
- Goin' Out Of My Head von Wes Montgomery

Beste Jazz-Originalkomposition (Best Original Jazz Composition):
- In The Beginning God von Duke Ellington

## Gospel
Beste musikalische Sacred-Aufnahme (Best Sacred Recording, Musical):
- Grand Old Gospel von Porter Wagoner & The Blackwood Brothers

## Folk
Beste Folk-Aufnahme (Best Folk Recording):
- Blues In The Street von Cortelia Clark

## Für Kinder
Beste Aufnahme für Kinder (Best Recording For Children):
- Dr. Seuss Presents – ‘If I Ran the Zoo’ and ‘Sleep Book’ von Marvin Miller

## Sprache
Beste Aufnahme von gesprochenem Text, Dokumentation oder Schauspiel (Best Spoken Word, Documentary or Drama Recording):
- Edward R. Murrow – A Reporter Remembers, Vol. 1 The War Years von Edward R. Murrow

## Comedy
Beste Comedy-Darbietung (Best Comedy Performance):
- Wonderfulness von Bill Cosby

## Musical Show
Beste Musik eines Original-Cast-Show-Albums (Best Score From An Original Cast Show Album):
- Mame von der Originalbesetzung mit Angela Lansbury, Bea Arthur, Jane Connell, Charles Braswell, Jerry Lanning und Frankie Michaels (Komponist: Jerry Herman)

## Komposition / Arrangement
Bestes instrumentales Thema (Best Instrumental Theme):
- Batman Theme (Komponist: Neal Hefti)

Beste Originalmusik geschrieben für einen Film oder ein Fernsehspecial (Best Original Score Written For A Motion Picture Or A Television Special):
- Dr. Zhivago (Komponist: Maurice Jarre)

Bestes Instrumentalarrangement (Best Instrumental Arrangement):
- What Now My Love von Herb Alpert & The Tijuana Brass (Arrangeur: Herb Alpert)

Bestes Arrangement als Gesangs- oder Instrumentbegleitung (Best Arrangement Accompanying A Vocalist Or Instrumentalist):
- Strangers In The Night von Frank Sinatra (Arrangeur: Ernie Freeman)

## Packages und Album-Begleittexte
Bestes Album-Cover, Grafik (Best Album Cover, Graphic Arts):
- Revolver von den Beatles (Künstler: Klaus Voormann)

Bestes Album-Cover, Fotografie (Best Album Cover, Photography):
- Confessions Of A Broken Man von Porter Wagoner (Künstlerischer Leiter: Robert M. Jones; Fotograf: Les Leverette)

Bester Album-Begleittext (Best Album Notes):
- Sinatra At The Sands von Frank Sinatra (Verfasser: Stan Cornyn)

## Produktion und Technik
Beste technische Aufnahme, ohne klassische Musik (Best Engineered Recording, Non-Classical):
- Strangers In The Night von Frank Sinatra (Technik: Eddie Brackett, Lee Herschberg)

Beste technische Klassikaufnahme (Best Engineered Recording, Classical):
- Wagner: Lohengrin vom Pro Musica Chorus und dem Boston Symphony Orchestra unter Leitung von Erich Leinsdorf (Technik: Anthony Salvatore)

## Klassische Musik
Bestes Klassik-Album des Jahres (Album Of The Year – Classical):
- Ives: Symphonie Nr. 1 in D-Moll des Chicago Symphony Orchestra unter Leitung von Morton Gould

Beste klassische Orchesterdarbietung (Best Classical Performance – Orchestra):
- Mahler: Sinfonie Nr. 6 in A-Moll vom Boston Symphony Orchestra unter Leitung von Erich Leinsdorf

Beste Opernaufnahme (Best Opera Recording):
- Wagner: Die Walküre von Régine Crespin, Hans Hotter, James King, Christa Ludwig, Birgit Nilsson und den Wiener Philharmonikern unter Leitung von Georg Solti

Beste klassische Chor-Darbietung (ohne Oper) (Best Classical Choral Performance Other Than Opera):
- Händel: Messias vom Robert Shaw Orchestra und Chor unter Leitung von Robert Shaw
- Ives: Music for Chorus von den Gregg Smith Singers, dem Ithaca College Concert Choir, dem Texas Boys Choir und dem Columbia Chamber Orchestra unter Leitung von George Bragg

Beste Soloinstrument-Darbietung mit oder ohne Orchester (Best Classical Performance – Instrumental Soloist or Soloists With Or Without Orchestra):
- Gitarrenmusik des Barock (Werke von Bach, Sanz, Weiss etc.) von Julian Bream

Beste Kammermusik-Darbietung – Instrument oder Gesang (Best Chamber Music Performance – Instrumental or Vocal):
- Boston Symphony Chamber Players – Works of Mozart, Brahms, Beethoven, Fine, Copland, Carter, Piston von den Boston Symphony Chamber Players

Beste klassische Solo-Gesangsdarbietung (mit oder ohne Orchester) (Best Classical Vocal Soloist Performance With Or Without Orchestra):
- Prima Donna (Werke von Barber, Purcell etc.) von Leontyne Price und dem RCA Italiana Opera Orchestra unter Leitung von Francesco Molinari-Pradelli

## Special Merit Awards

### Grammy Lifetime Achievement Award
- Ella Fitzgerald

Trustees Award
- Georg Solti
- John Culshaw